# سلطنت‌طلبی در گرجستان
گرجستان دارای یک سنت سلطنتی است که ریشه آن به دوره هلنیستی می‌رسد. پادشاهی قرون وسطایی گرجستان که توسط سلسله باگریونی اداره می‌شد، میراثی از خود بر جای گذاشته‌است که حتی در دوران مدرن نیز در گرجستان باقی مانده‌است. ویژگی‌ها و نمادهای مرتبط با سلطنت باگریونی در ایجاد ملت گرجستان و متعاقب ساختن تاریخ ملی بسیار مهم بوده‌است. حکومت آنها با انضمام سرزمین‌های گرجستان به امپراتوری روسیه در اوایل قرن نوزدهم پایان یافت، اگرچه چندین شاخه از این سلسله تا به امروز باقی مانده‌اند. اعاده سلطنت توسط گروه‌های سلطنت‌طلب گوناگون در طول قرن بیستم مورد توجه قرار گرفت. اگرچه سیاست گرجستان از زمانی که این کشور استقلال خود را از اتحاد جماهیر شوروی در سال ۱۹۹۱ بازیابی کرد، در چارچوب یک جمهوری نیمه ریاستی در جریان است، بحث در مورد سلطنت، به ویژه شکل قانون اساسی آن، در واقع هرگز متوقف نشده‌است. این موضوع اخیراً در میان یک بحران سیاسی در اواخر سال ۲۰۰۷ مطرح شد.

## بحث اخیر
بحث در مورد سلطنت مشروطه با بحران سیاسی که در اواخر سال ۲۰۰۷ در گرجستان ظهور کرد، احیا شد. خطبه ۷ اکتبر ۲۰۰۷ ایلیای دوم، رهبر محبوب کلیسای ارتدکس گرجستان، به یک بحث سیاسی جدید انگیزه داد. این پاتریارک که همیشه با ایده سلطنت مشروطه همدلی کرده‌است، در مراسم یکشنبه خود در کلیسای جامع تثلیث مقدس گفت که احیای سلسله سلطنتی «رؤیای مطلوب مردم گرجستان» بود. وی همچنین تأکید کرد که اگر مردم گرجستان این مدل حکومتی را انتخاب کنند، «باید از میان نمایندگان سلسله سلطنتی نامزدی برای تاجگذاری انتخاب شود و او باید از کودکی برای پادشاه شدن تربیت شود.»
خطبه پاتریارک باعث شد بحران سیاسی در گرجستان به نحو غیرمنتظره ای ادامه یابد. اگرچه همدلی پاتریارک نسبت به سلطنت چیز جدیدی برای کلیسا نیست، اما چندین حزب مخالف بلافاصله از این فرصت استفاده کردند و شعار «گرجستان بدون رئیس‌جمهور» خود را که اشاره ای به مدل حاکمیت پارلمانی مورد حمایت اپوزیسیون گرجستان است، به پیش بردند. بسیاری از سیاستمداران حمایت خود را از یک سلطنت مشروطه، با مرحله انتقالی در قالب یک جمهوری پارلمانی ابراز کردند.
شکاکان می‌گویند که احیای سلطنت به دلایل متعدد از جمله تعداد نامزدها و مسئله حل نشده جانشینی تاج و تخت گرجستان از نظر فنی غیرممکن است. علاوه بر این، آنها معتقدند که معیارهای انتخاب پادشاه منجر به اختلافات عمده خواهد شد. تولد شاهزاده گیورگی باگرایون باگراتیونی در سپتامبر ۲۰۱۱ که در شخص او به‌طور بالقوه دو شاخه اصلی بازمانده از خانواده را متحد می‌کند، ممکن است به کاهش این بدبینی کمک کند.

## افکار عمومی
نظرات عمومی در مورد احیای سلطنت در گرجستان.
| تاریخ         | سازمان رای‌گیری             | سؤال                                           | آره   | خیر   | بدون پاسخ |       |
| ------------- | -------------------------- | ---------------------------------------------- | ----- | ----- | --------- | ----- |
| ۲۳ اکتبر ۲۰۰۷ | "کویریس پالیترا" (روزنامه) | آیا از ایده گذار به سلطنت مشروطه حمایت می‌کنید؟ | ۴۵٪   | ۲۹٫۶٪ | ۲۵٫۴٪     | [ ۶ ] |
| ۴ نوامبر ۲۰۱۳ | "سیاست بزرگ" (تک شو)       | "آیا گرجستان باید پادشاه داشته باشد؟"          | ۷۸٫۹٪ | ۲۱٫۰٪ | -         | [ ۷ ] |
| ۵ نوامبر ۲۰۱۳ | "موانع" (گفتگو شو)         | "آیا باید سلطنت در گرجستان احیا شود؟"          | ۵۶٫۸٪ | ۴۲٫۴٪ | -         | [ ۸ ] |